# Erythroxylum tianguanum
Erythroxylum tianguanum är en tvåhjärtbladig växtart som beskrevs av T. Plowman. Erythroxylum tianguanum ingår i släktet Erythroxylum och familjen Erythroxylaceae. Inga underarter finns listade i Catalogue of Life.